# Waterloo (album)
A Waterloo az ABBA svéd popegyüttes második stúdióalbuma. 1974. március 4-én jelent meg, ez volt az együttes első, Skandinávián kívül megjelent albuma. A címadó dallal 1974-ben Brightonban megnyerték az Eurovíziós Dalfesztivált.
CD-n először 1988-ban jelent meg Svédországban, két évvel később Nyugat-Németországban, majd azt követően a nemzetközi zenei piacon. A lemezt három alkalommal újra kiadták digitálisan javított hangminőséggel, először 1997-ben, majd 2001-ben, legutóbb pedig az „ABBA-Összes stúdióalbum”-szett megjelenésekor, 2005-ben. 2004-ben készült egy speciális kiadás, mely az Eurovíziós Dalfesztiválon aratott győzelmük 30. évfordulóját hivatott ünnepelni.
Az eredeti – 1974-ben a Polar Music kiadó által forgalmazott – album nyitódala a Waterloo svéd nyelvű változata, míg a záródal a fesztiválon elhangzott angol nyelvű verzió. Az Amerikai Egyesült Államokban 1974-ben forgalomba hozott album (Atlantic Records) a Ring Ring dallal zárt.
A címadó dal a listák élére ugrott Svédországban és Norvégiában, de a többi országban is előkelő helyezéseket ért el. Végül 2004-ben, a dal harmincadik születésnapján Németországban elérte a platina fokozatot.

## Az album dalai
A oldal:
1. Waterloo (Andersson, Stig Anderson, Ulvaeus) – 2:44
2. Sitting In The Palmtree (Andersson, Ulvaeus) – 3:37
3. King Kong Song (Andersson, Ulvaeus) – 3:11
4. Hasta Mañana (Andersson, Anderson, Ulvaeus) – 3:09
5. My Mama Said (Andersson, Ulvaeus) – 3:13
6. Dance (While The Music Still Goes On) (Andersson, Ulvaeus) – 3:12

B oldal:
1. Honey, Honey (Andersson, Anderson, Ulvaeus) – 2:55
2. Watch Out (Andersson, Ulvaeus) – 3:49
3. What About Livingstone? (Andersson, Ulvaeus) – 2:55
4. Gonna Sing You My Lovesong (Andersson, Ulvaeus) – 3:41
5. Suzy-Hang-Around (Andersson, Ulvaeus) – 3:10
6. Ring, Ring (US Remix) (Andersson, Andersson, Ulvaeus) 3:10

## Kislemezek
1. Waterloo/Watch Out (1974 március)
2. Honey Honey/King Kong Song (1974 április)
3. Hasta Mañana/Watch Out (1974 október)

## Újrakiadások

### 1997 kiadás
- Az 1997-es újrakiadás re-maszterelt változata az 1990-es kiadású Polydor kiadó által kiadott tracklistával.[7][8]

### 2001 kiadás
- Az újrakiadás 3 bónusz dalt tartalmaz, így a CD a Waterloo angol változatával kezdődik. A dalok sorrendje nem változott.

|     | Cím                            | Szerző(k)                                            | Hossz |
| --- | ------------------------------ | ---------------------------------------------------- | ----- |
| 12. | Ring, Ring (U.S. remix 1974)   | Andersson, Anderson, Ulvaeus, Neil Sedaka, Phil Cody | 3:06  |
| 13. | Waterloo (Swedish version)     | Andersson, Anderson, Ulvaeus                         | 2:45  |
| 14. | Honey, Honey (Swedish version) | Andersson, Anderson, Ulvaeus                         | 2:59  |

### 30th Anniversary Bonus Tracks
|     | Cím                            | Szerző(k)                                            | Hossz |
| --- | ------------------------------ | ---------------------------------------------------- | ----- |
| 12. | Ring, Ring (U.S. remix 1974)   | Andersson, Anderson, Ulvaeus, Neil Sedaka, Phil Cody | 3:06  |
| 13. | Waterloo (Swedish Version)     | Andersson, Anderson, Ulvaeus                         | 2:45  |
| 14. | Honey, Honey (Swedish version) | Andersson, Anderson, Ulvaeus                         | 2:59  |
| 15. | Waterloo (German version)      | Andersson, Anderson, Ulvaeus, Gerd Müller-Schwanke   | 2:44  |
| 16. | Waterloo (French version)      | Andersson, Anderson, Ulvaeus, Alain Boublil          | 2:42  |

### 30th Anniversary Bonus DVD
- A 30th Anniversary Edition számos bónusz dalt és egy DVD-t tartalmaz.

|     | Cím                            | Szerző(k)                                            | Hossz |
| --- | ------------------------------ | ---------------------------------------------------- | ----- |
| 12. | Ring, Ring (U.S. remix 1974)   | Andersson, Anderson, Ulvaeus, Neil Sedaka, Phil Cody | 3:06  |
| 13. | Waterloo (Swedish Version)     | Andersson, Anderson, Ulvaeus                         | 2:45  |
| 14. | Honey, Honey (Swedish version) | Andersson, Anderson, Ulvaeus                         | 2:59  |
| 15. | Waterloo (German version)      | Andersson, Anderson, Ulvaeus, Gerd Müller-Schwanke   | 2:44  |
| 16. | Waterloo (French version)      | Andersson, Anderson, Ulvaeus, Alain Boublil          | 2:42  |

### The Complete Studio Recordings Bonus Tracks
- A 2008-as újrakiadás a többi korábban megjelent stúdióalbumokkal együtt egy Box-ban került kiadásra korábban is kiadott bónusz dalokkal együtt.

|     | Cím                                    | Szerző(k)                                                     | Hossz |
| --- | -------------------------------------- | ------------------------------------------------------------- | ----- |
| 12. | Ring, Ring (U.S. remix 1974)           | Andersson, Anderson, Ulvaeus, Sedaka, Cody                    | 3:06  |
| 13. | Waterloo (Swedish Version)             | Andersson, Anderson, Ulvaeus                                  | 2:45  |
| 14. | Honey, Honey (Swedish version)         | Andersson, Anderson, Ulvaeus                                  | 2:59  |
| 15. | Waterloo (German version)              | Andersson, Anderson, Ulvaeus, Gerd Müller-Schwanke            | 2:44  |
| 16. | Hasta Mañana (Spanish version)         | Andersson, Anderson, Ulvaeus, Buddy McCluskey, Mary McCluskey | 3:09  |
| 17. | Ring Ring (1974 remix, single version) | Andersson, Anderson, Ulvaeus, Sedaka, Cody                    | 3:08  |
| 18. | Waterloo (French version)              | Andersson, Anderson, Ulvaeus, Boublil                         | 2:42  |

### 40th Anniversary Bonus Tracks
- A Waterloo – 40th Anniversary Deluxe Edition 2014. április 7-én jelent meg az Eurovíziós Dalverseny 40. évfordulója alkalmából.

|     | Cím                                    | Szerző(k)                                          | Hossz |
| --- | -------------------------------------- | -------------------------------------------------- | ----- |
| 12. | Ring, Ring (U.S. remix 1974)           | Andersson, Anderson, Ulvaeus, Sedaka, Cody         | 3:06  |
| 13. | Waterloo (Swedish version)             | Andersson, Anderson, Ulvaeus                       | 2:45  |
| 14. | Honey, Honey (Swedish version)         | Andersson, Anderson, Ulvaeus                       | 2:59  |
| 15. | Waterloo (German version)              | Andersson, Anderson, Ulvaeus, Müller-Schwanke      | 2:44  |
| 16. | Hasta Mañana (Spanish version)         | Andersson, Anderson, Ulvaeus, McCluskey, McCluskey | 3:09  |
| 17. | Waterloo (French version)              | Andersson, Anderson, Ulvaeus, Boublil              | 2:42  |
| 18. | Ring Ring (1974 remix, single version) | Andersson, Anderson, Ulvaeus, Sedaka, Cody         | 3:08  |
| 19. | Waterloo (Alternate mix)               | Andersson, Anderson, Ulvaeus                       | 2:45  |

### 40th Anniversary Bonus DVD
|     | Cím                                                                       | Hossz |
| --- | ------------------------------------------------------------------------- | ----- |
| 1.  | Waterloo (Eurovision Song Contest Performance I, BBC)                     |       |
| 2.  | Waterloo (Melodifestivalen Performance I, SVT)                            |       |
| 3.  | Waterloo (Melodifestivalen Performance II, SVT)                           |       |
| 4.  | Waterloo (Eurovision Song Contest Preview Performance, SVT)               |       |
| 5.  | Waterloo (Eurovision Song Contest Performance II, BBC)                    |       |
| 6.  | Interview with Frida and Stig After the Eurovision Victory (Rapport, SVT) |       |
| 7.  | Waterloo (Top of the Pops Performance I, BBC)                             |       |
| 8.  | Honey, Honey (Disco, ZDF)                                                 |       |
| 9.  | Waterloo (Top of the Pops Performance II, BBC)                            |       |
| 10. | Honey, Honey (Spotlight, ORF)                                             |       |
| 11. | Waterloo (German version) (Musik aus Studio B, NDR)                       |       |
| 12. | Honey, Honey (Ein Kessel Buntes, Fernsehen der DDR)                       |       |
| 13. | Waterloo (Top of the Pops Performance III, BBC)                           |       |
| 14. | International Sleeve Gallery                                              |       |

## Slágerlistás helyezések

### Album
| Slágerlista (1974)                           | Legmagasabb helyezés |
| -------------------------------------------- | -------------------- |
| Australia Albums (Kent Music Report)         | 18                   |
| Hollandia (Dutch Charts Album Top 100)       | 74                   |
| Németország (Offizielle Top 100)             | 6                    |
| Új-Zéland (Recorded Music NZ Top 40 Albums)  | 38                   |
| Norvégia (VG-lista Album Top 40)             | 1                    |
| Svédország (Sverigetopplistan Top 60 Albums) | 49                   |
| Egyesült Királyság (UK Albums Chart)         | 28                   |
| USA Billboard 200                            | 145                  |

| Slágerlista (1974)          | Legmagasabb helyezés |
| --------------------------- | -------------------- |
| Belgium (Ultratop Flandria) | 83                   |
| Belgium (Ultratop Vallónia) | 59                   |

### Kislemezek
| Év   | Dal                      | Slágerlista                         | Helyezések |
| ---- | ------------------------ | ----------------------------------- | ---------- |
| 1974 | "Waterloo"               | Brit kislemezlista                  | 1          |
| 1974 | "Waterloo"               | Norway Singles Chart                | 1          |
| 1974 | "Waterloo"               | U.S. Billboard Hot 100              | 6          |
| 1974 | "Waterloo"               | RPM Top 100                         | 7          |
| 1974 | "Ring Ring (1974 Remix)" | UK                                  | 32         |
| 1974 | "Honey, Honey"           | Billboard Hot 100                   | 27         |
| 1974 | "Honey, Honey"           | Billboard Easy Listening (AC) Chart | 27         |
| 1974 | "Honey, Honey"           | RPM                                 | 18         |

## Minősítések
| Ország                          | Minősítés  | Eladások |
| ------------------------------- | ---------- | -------- |
| Ausztrália ARIA                 | 2x platina | 140.000  |
| Finnország ((Musiikkituottajat) | Arany      | 25.035   |
| Németország (BVMI)              | platina    | 500.000  |
| Egyesült Királyság (BPI)        | ezüst      | 60.000   |
| Svédország ((GLF)               | platina    | 349.938  |

## Közreműködő előadók
- Benny Andersson – zongora, billentyűs hangszer, vokál, szintetizátor
- Agnetha Fältskog – vokál
- Anni-Frid Lyngstad – vokál
- Björn Ulvaeus – basszusgitár, gitár, vokál
- Ola Brunkert – dob
- Christer Eklund – szaxofon
- Rutger Gunnarsson – basszusgitár
- Per Sahlberg – basszus
- Janne Schaffer – akusztikus gitár, elektromos gitár